# ФК «Сокол» Саратов в сезоне 2005
Сезон 2005 года стал для ФК «Сокол» 14-м в его истории выступлений в чемпионате России по футболу.

## Команда 2005

### Состав команды
- Список игроков, основного состава футбольного клуба «Сокол» Саратов в сезоне 2005 года[1][2].

| №             | Игрок               | Гражданство | Дата рождения    | Игры (Ч) | Голы (Ч) |         |         |
| Вратари       | Вратари             | Вратари     | Вратари          | Вратари  | Вратари  | Вратари | Вратари |
| ------------- | ------------------- | ----------- | ---------------- | -------- | -------- | ------- | ------- |
|               | Вячеслав Звягин     | Россия      | 19 февраля 1971  | 12       | -27      |         |         |
|               | Юрий Окрошидзе      | Россия      | 23 августа 1970  | 15       | -25      |         |         |
|               | Сергей Приходько    | Россия      | 9 мая 1984       | 14       | -29      |         |         |
| Защитники     |                     |             |                  |          |          |         |         |
|               | Дмитрий Бугаков     | Россия      | 19 июня 1979     | 36       | —        |         |         |
|               | Артур Степанян      | Армения     | 14 апреля 1987   | 2        | —        |         |         |
|               | Дмитрий Хлестов     | Россия      | 21 января 1971   | 9        | —        |         |         |
|               | Денис Бакурский     | Россия      | 19 марта 1981    | 15       | —        |         |         |
|               | Вадим Гарин         | Россия      | 14 декабря 1979  | 31       | 2        |         |         |
|               | Рустэм Канипов      | Россия      | 22 января 1982   | 4        | —        |         |         |
|               | Дмитрий Лагутин     | Россия      | 19 июля 1971     | 12       | —        |         |         |
|               | Эдвинас Лукошевичюс | Литва       | 22 мая 1978      | 14       | 1        |         |         |
|               | Антон Сахаров       | Россия      | 20 октября 1982  | 35       | 1        |         |         |
| Полузащитники |                     |             |                  |          |          |         |         |
|               | Андрей Рябых        | Россия      | 24 декабря 1978  | 36       | —        |         |         |
|               | Андрей Цаплин       | Россия      | 22 января 1977   | 25       | 1        |         |         |
|               | Валерий Павлов      | Россия      | 7 февраля 1986   | 33       | 3        |         |         |
|               | Станислав Хан       | Россия      | 1 июля 1987      | 34       | 1        |         |         |
|               | Владимир Шипилов    | Россия      | 5 декабря 1972   | 29       | 2        |         |         |
|               | Владимир Бондаренко | Украина     | 6 июля 1981      | 19       | 1        |         |         |
|               | Антон Гребнев       | Россия      | 16 мая 1984      | 18       | 1        |         |         |
|               | Андрей Мурнин       | Россия      | 11 мая 1985      | 35       | 3        |         |         |
|               | Владимир Романенко  | Россия      | 30 сентября 1987 | 19       | 7        |         |         |
|               | Анук Такам          | Камерун     | 21 июня 1979     | 7        | —        |         |         |
|               | Евгений Шипицин     | Россия      | 16 января 1985   | 20       | 5        |         |         |
| Нападающие    |                     |             |                  |          |          |         |         |
|               | Пётр Качуро         | Беларусь    | 2 августа 1972   | 14       | —        |         |         |
|               | Геннадий Близнюк    | Беларусь    | 30 июля 1980     | 26       | 3        |         |         |
|               | Виталий Ермилов     | Россия      | 8 июня 1970      | 30       | 4        |         |         |
|               | Леонид Маркевич     | Россия      | 15 августа 1973  | 32       | 2        |         |         |
|               | Андрей Миронов      | Россия      | 8 марта 1985     | 1        | —        |         |         |

## Первый дивизион ПФЛ 2005
Основная статья: Первый дивизион ПФЛ 2005

### Результаты матчей
| 27 марта 1-й тур | Сокол | 0:0   | СКА-Энергия | Пятигорск                                                                  |
| |       | [ 3 ] |             | Стадион: «Центральный» (+9 °) Зрителей: 2200 Судья: Кузьменко (Изобильный) |
| Сокол: Окрошидзе, Рябых (Качуро, 78), Бугаков, Павлов (Хан, 75), Шипилов (Мурнин, 82), Близнюк, Ермилов, Хлестов, Маркевич, Бондаренко (Гарин, 78), Цаплин СКА-Энергия: Митин, Миленкович, Лоц, Ухарев, Григоре, Димидко, Живновицкий, Кармазиненко (Свижук, 90), Поддубский (Тюменцев, 62), Казиханов, Усиков (Рыжих, 81) |       |       |             |                                                                            |

| 30 марта 2-й тур | Сокол | 0:1 (0:0) | Луч-Энергия  | Пятигорск                                                            |
| |       | [ 4 ]     | 67′ Циклаури | Стадион: «Центральный» (0 °) Зрителей: 500 Судья: КУНИЦА (Краснодар) |
| Сокол: Окрошидзе (к), Бугаков, Гарин, Шипилов, Хан (Ермилов, 54), Близнюк, Мурнин (Павлов, 54), Хлестов, Маркевич, Сахаров, Цаплин Луч-Энергия: Герус, Лобов, Давыдов, Черкес, Казаков (к), Иванов, Бекетов (Резников, 90) (Кузнецов, 90+2), Архипов, Смирнов, Тихоновецкий (Циклаури, 59), Астафьев (Суродин, 73) |       |           |              |                                                                      |

| 6 апреля 3-й тур | Урал                                    | 3:0 (2:0) | Сокол | Екатеринбург                                                    |
| | Аверьянов 30′ · Абрамов 43′ · Лосев 76′ | [ 5 ]     |       | Стадион: «Уралмаш» (+5 °) Зрителей: 5500 Судья: Власов (Калуга) |
| Урал: Малышев, Радкевич, Аверьянов, Храпковский, Абрамов (Рязанцев, 75), Катульский, Пичугин (Рашевский, 79), Енин (Клименко, 63), Марков, Зубко, Лосев (Решетников, 89) Сокол: Окрошидзе, Бугаков, Гарин, Шипилов (Мурнин, 72), Хан (Павлов, 61), Близнюк, Хлестов, Маркевич (Качуро, 70), Бондаренко (Ермилов, 46), Сахаров, Цаплин |                                         |           |       |                                                                 |

| 9 апреля 4-й тур | Спартак Чб              | 2:1 (1:1) | Сокол       | Челябинск                                                             |
| | Чуркин 3′ · Мазалов 51′ | [ 6 ]     | 16′ Сахаров | Стадион: «Центральный» (+5 °) Зрителей: 5200 Судья: Малый (Волгоград) |
| Спартак Чб: Хмелидзе, Осколков, Гацкан, Варзиев, Оникэ, Фладунг (Костин, 46), Торбинский, Булич (Лешонок, 40. Хагуш, 71), Мазалов, Зангионов, Чуркин (Данилов, 52) Сокол: Звягин, Рябых, Бугаков, Павлов (Гарин, 46), Шипилов (Бондаренко, 83), Близнюк, Ермилов (Лагутин, 24), Маркевич, Сахаров, Канипов (Хан, 73), Цаплин |                         |           |             |                                                                       |

| 19 апреля 6-й тур | Сокол                          | 2:0 (0:0) | Волгарь-Газпром | Саратов                                                            |
| | ГАРИН 49′ (пен.) · Шипилов 69′ | [ 7 ]     |                 | Стадион: «Локомотив» (+8 °) Зрителей: 11 000 Судья: Лукин (Москва) |
| Сокол: Окрошидзе, Сахаров, Цаплин (Ермилов, 46), Гарин, Хлестов (Лагутин, 77), Шипилов, Мурнин (Хан, 53), Рябых, Маркевич (Бондаренко, 46), Качуро, Близнюк Волгарь-Газпром: Коваленко, Морозов, Хатажёнков, Меерович, Ершов, Бестаев (Запояска, 66), Магжанов, Иванов (Грантовский, 52), Кенкишвили, Узденов (Аутлев, 61), Амиров |                                |           |                 |                                                                    |

| 26 апреля 7-й тур | Сокол        | 1:1 (1:0) | Кубань        | Саратов                                                             |
| | Маркевич 45′ | [ 8 ]     | 55′ САЛЬНИКОВ | Стадион: «Локомотив» (+15 °) Зрителей: 7500 Судья: ГУСЕВ (Тобольск) |
| Сокол: Окрошидзе (к), Хлестов (Маркевич, 22), Гарин, Бугаков, Сахаров, Бондаренко (Лагутин, 85), Рябых, Хан (Павлов, 36), Шипилов, Близнюк (Ермилов, 75), Качуро Кубань: Дикань, Засеев (Сальников, 46), ПЕТКОВ, Герасимов, Калешин, Тлисов (Зуев, 87), Стефанов (Ленгиел, 85), Ушенин, Кантонистов (к), Топчу (Матьола, 90), Попов |              |           |               |                                                                     |

| 29 апреля 8-й тур | Сокол | 0:0   | Анжи | Саратов                                                                 |
| |       | [ 9 ] |      | Стадион: «Локомотив» (+7 °) Зрителей: 2500 Судья: АНДРЕЕВ (Новосибирск) |
| Сокол: Приходько, Рябых, Гарин, Бугаков, Сахаров, Гребнев (Павлов, 63), Бондаренко, Маркевич (к) (Лагутин, 83), Шипилов, Близнюк (Канипов, 90+3), Качуро (Ермилов, 77) Анжи: Рыжиков, Жуков, Бабич, Зоа, Тагирбеков (Аристархов, 87), Агаларов (к) (Коломийченко, 74), Козлов (Баматов, 72), Мжаванадзе, Никулин, Савин (Колотилко, 74), Лахиялов |       |       |      |                                                                         |

| 7 мая 9-й тур | Химки                                         | 3:0 (1:0) | Сокол                                        | Химки                                                              |
| | Данишевский 9′ · Асильдаров 58′ · Нахушев 61′ | [ 10 ]    | Нереализованный пенальти: Близнюк, 71 (мимо) | Стадион: «Новатор» (+15 °) Зрителей: 2000 Судья: Колобаев (Москва) |
| Химки: Рожков, Смуров, Йованович, Ещенко, Приганюк, Гришин, Калачёв (Гогуа, 68), Перов, Тихонов (Говоров, 79), Нахушев, Данишевский (Асильдаров, 55) Сокол: Приходько, Бугаков, Гарин, Гребнев (Канипов, 74), Рябых, Сахаров, Бондаренко, Маркевич, Хан, Близнюк, Качуро (Ермилов, 70) |                                               |           |                                              |                                                                    |

| 10 мая 10-й тур | КАМАЗ                         | 3:0 (2:0) | Сокол | Набережные Челны                                                    |
| | МОНАРЕВ 22′ 30′ · КУЛИКОВ 58′ | [ 11 ]    |       | Стадион: «КАМАЗ» (+19 °) Зрителей: 7200 Судья: Евстигнеев (Королев) |
| КАМАЗ: Новосадов, Пучков (Гудукин, 64), Чочиев, Белозеров, Темрюков, Емельянов, Полянин, Деменко, Кобозев (Жданов, 72), Куликов (Пиюк, 69), Монарев (Токарев, 57) Сокол: Окрошидзе, Бугаков, Гарин, Канипов (Гребнев, 76), Рябых, Сахаров, Бондаренко, Маркевич (Хан, 69), Мурнин, Близнюк, Ермилов |                               |           |       |                                                                     |

| 16 мая 11-й тур | Сокол       | 1:1 (1:0) | Металлург-Кузбасс | Саратов                                                                |
| | Близнюк 27′ | [ 12 ]    | 65′ ВЕРЕЩАК       | Стадион: «Локомотив» (+13 °) Зрителей: 2700 Судья: Ахмадуллин (Казань) |
| Сокол: Приходько, Хлестов (Лагутин, 63), Гарин, Сахаров, Хан (Ермилов, 77), Рябых, Бондаренко, Маркевич, Павлов (Мурнин, 55), Качуро, Близнюк Металлург-Кузбасс: Пчелинцев, Макушев, Щиголев, Федорченко, Малахов, Гублия (Рагоза, 46), Верещак, Макаров, Егунов (Митин, 57), Беришвили, Кобялко (Урывков, 62) |             |           |                   |                                                                        |

| 19 мая 12-й тур | Сокол       | 1:0 (1:0) | Чкаловец-1936                                        | Саратов                                                             |
| | Ермилов 13′ | [ 13 ]    | Нереализованный пенальти: Васильев, 80 (перекладина) | Стадион: «Локомотив» (+26 °) Зрителей: 3150 Судья: Ковалев (Тамбов) |
| Сокол: Окрошидзе, Рябых, Бугаков, Гарин, Сахаров, Шипилов, Бондаренко (Лагутин, 87), Маркевич, Павлов (Мурнин, 62), Близнюк (Хан, 85), Ермилов (Качуро, 82) Чкаловец-1936: Шпаков, Мазалов, Данилин, Бухряков, Попов, Раковский (Лянге, 45), Шарин, Васильев (Сергиенко, 82), Скороходов, Кочкаев (Суковатицин, 81), Акимов |             |           |                                                      |                                                                     |

| 26 мая 13-й тур | Факел                                                           | 4:1 (1:1) | Сокол       | Воронеж                                                                                  |
| | ПРОКОПЕНКО 33′ · ОКОРОЧКОВ 49′ · ПРОКОПЕНКО 62′ · ОКОРОЧКОВ 75′ | [ 14 ]    | 39′ Шипилов | Стадион: «Центральный стадион профсоюзов» (+26 °) Зрителей: 7000 Судья: Сергеев (Москва) |
| Факел: Саморуков, Ахмедов (Гордеев, 70), Д. Смирнов, Жиров, Горин, Щеголев, Елышев, Скоков, В. Смирнов, Окорочков, Прокопенко Сокол: Окрошидзе, Рябых, Бугаков, Гарин, Сахаров, Павлов, Шипилов, Мурнин (Хан, 67), Маркевич (Ермилов, 66), Бондаренко, Близнюк |                                                                 |           |             |                                                                                          |

| 29 мая 14-й тур | Металлург Лп              | 2:3 (1:3) | Сокол                                 | Липецк                                                                 |
| | ПРОШИН 33′ · ДОЛМАТОВ 51′ | [ 15 ]    | 27′ Ермилов · 29′ Близнюк · 35′ ГАРИН | Стадион: «Металлург» (+24 °) Зрителей: 2000 Судья: Кулалаев (Волжский) |
| Металлург Лп: Панков, Лазарев (Недорезов, 46), Коваленко, Юдин, Захаренко, Ионов (Войдель, 63), Долматов, Нагибин, Прошин, Петухов (Д. Иванов, 46), Жуковский Сокол: Окрошидзе, Рябых, Бугаков, Гарин, Сахаров, Павлов (Гребнев, 81), Шипилов, Близнюк (Качуро, 90), Ермилов (Лагутин, 59), Мурнин, Маркевич (Хан, 89) |                           |           |                                       |                                                                        |

| 5 июня 15-й тур | Сокол                | 2:0 (1:0) | Орёл | Саратов                                                         |
| | Мурнин 3′Ермилов 70′ | [ 16 ]    |      | Стадион: «Локомотив» (+20 °) Зрителей: 4700 Судья: Лушин (Сочи) |
| Сокол: Звягин, Рябых, Бугаков, Сахаров, Шипилов, Гарин, Павлов (Бондаренко, 27), Маркевич, Мурнин (Хан, 57), Близнюк (Качуро, 89), Ермилов (Лагутин, 72) Орёл: Епифанов, Кушов, Бойков (Крейсман, 71), Качмазов, Киселев (Романов, 71), Шелест, Букиевский, Злыднев, Вишневский, Берко, Ландырев (Бурченков, 86) |                      |           |      |                                                                 |

| 8 июня 16-й тур | Сокол | 0:1 (0:1) | Авангард    | Саратов                                                                    |
| |       | [ 17 ]    | 26′ Миронов | Стадион: «Локомотив» (+25 °) Зрителей: 6300 Судья: Фурса (Санкт-Петербург) |
| Сокол: Звягин, Рябых (Лагутин, 90), Бугаков, Сахаров, Шипилов, Гарин, Бондаренко (Павлов, 30. Хан, 68), Маркевич, Мурнин, Близнюк, Ермилов (Качуро, 55) Авангард: Давыдов, Кораблев, Ларин, Струтынский, Кондаков, Синяев (Поляков, 58), Некрасов, Миронов, Извеков (Бубчиков, 78), Сигачев (Михайлов, 90), Середохин (Рудковский, 68) |       |           |             |                                                                            |

| 15 июня 17-й тур | Динамо Мх                                                  | 4:1 (3:0) | Сокол      | Махачкала                                                          |
| | СЕРДЮКОВ 15′ · СТАРОВИК 29′ · СОНИН 45′ · Арт. САДИРОВ 90′ | [ 18 ]    | 74′ Павлов | Стадион: «Динамо» (+28 °) Зрителей: 7000 Судья: Куница (Краснодар) |
| Динамо Мх: Сидельников, Стрельбин (Гаджиев, 55), Сыроватко, Гомленко, Старовик, Стрельцов, Исмаилов, Швец (Арт. Садиров, 58), Анз. Садиров, Сонин (Сомченко, 62), Сердюков (Винтов, 65) Сокол: Звягин, Бугаков, Гарин, Сахаров, Цаплин (Бондаренко, 59), Хан (Павлов, 67), Шипилов, Мурнин, Маркевич (Качуро, 46), Близнюк (Ермилов, 90), Рябых |                                                            |           |            |                                                                    |

| 18 июня 18-й тур | Спартак Нч                                                                 | 2:0 (1:0) | Сокол | Нальчик                                                                                            |
| | САНАЕВ 6′ · ЗАРУЦКИЙ 68′ · Нереализованный пенальти: Машуков, 53 (вратарь) | [ 19 ]    |       | Стадион: Республиканский стадион «Спартак» (+26 °) Зрителей: 6000 Судья: Козьмин (Санкт-Петербург) |
| Спартак Нч: Чихрадзе, Скворцов, Романович (Битоков, 42), Заруцкий, Машуков (Кудаев, 84), Кузьмичев, Мостовой, Балов, Санаев (Шогенов, 65), Овчинников (Кунижев, 68), Порошин Сокол: Окрошидзе, Гребнев (Маркевич, 38), Бугаков, Лагутин, Сахаров, Рябых, Гарин (Бондаренко, 28), Павлов, Шипилов, Мурнин (Ермилов, 66), Близнюк |                                                                            |           |       | |

| 26 июня 19-й тур | Сокол                                            | 3:1 (1:0) | Локомотив Чт       | Саратов                                                             |
| | Гребнев 30′ · Павлов 62′ · Бондаренко 70′ (пен.) | [ 20 ]    | 66′ (пен.) БОДЯЛОВ | Стадион: «Локомотив» (+24 °) Зрителей: 5100 Судья: Дорошенко (Ейск) |
| Сокол: Окрошидзе, Сахаров, Лагутин (Гребнев, 19), Бугаков, Рябых, Павлов, Шипилов (Бондаренко, 25), Хан (Маркевич, 46), Мурнин, Близнюк, Качуро (Ермилов, 46) Локомотив Чт: Кошелев, Дерябкин, Беличенко, Игошин, Бодялов, Семакин, Смышляев, Чистяков, Гармашов (Нагибин, 46), Макиенко (Гаврюш, 49), Алхимов (Захаренков, 46) |                                                  |           |                    |                                                                     |

| 29 июня 20-й тур | Сокол | 0:0    | Амур | Саратов                                                              |
| |       | [ 21 ] |      | Стадион: «Локомотив» (+21 °) Зрителей: 5500 Судья: Малый (Волгоград) |
| Сокол: Окрошидзе, Сахаров, Бугаков, Гребнев (Ермилов, 46), Рябых, Павлов, Бондаренко, Хан (Качуро, 64), Мурнин, Маркевич, Близнюк Амур: Игошин, Баян, Попов, Вологжанин, Дубровских, Плахотин (Медведев, 78), Тодорович (Топинка, 46), Воронков, Мелконян, Коловоротный (Охрименко, 46), Мартынов (Булатович, 76) |       |        |      |                                                                      |

| 6 июля 21-й тур | Петротрест                         | 2:1 (0:1) | Сокол       | Санкт-Петербург                                                             |
| | ГАЛИЕВ 58′ (пен.) · СОЛОВЬЕВ 90+2′ | [ 22 ]    | 14′ Близнюк | Стадион: «Стадион имени Кирова» (+20 °) Зрителей: 300 Судья: Лукин (Москва) |
| Петротрест: Каримов, Шаповалов, Толок, Левковский, Евграфов, Гришчук (Соловьев, 46), Айдемиров, Иванов (Подпружников, 78), Гусак (Киселев, 55), Галиев (Кузнецов, 83), Ребров Сокол: Окрошидзе, Рябых, Бугаков, Цаплин (Ермилов, 46), Сахаров, Мурнин, Гарин, Бондаренко, Павлов (Гребнев, 69), Маркевич, Близнюк |                                    |           |             |                                                                             |

| 9 июля 22-й тур | Динамо Бр                                        | 4:1 (2:0) | Сокол         | Брянск                                                           |
| | БУЛИ 11′ · СЕРЕЖКИН 25′ · МУСИН 53′ · САНТОС 70′ | [ 23 ]    | 88′ Романенко | Стадион: «Динамо» (+18 °) Зрителей: 5000 Судья: Гусев (Тобольск) |
| Динамо Бр: Алексеев, Шапкин, Сережкин, Рытов, Джинчарадзе (Агаев, 46), Малин, Були, Мусин (Навоченко, 56), Фомичев (Толстых, 73), Санников, Сантос (Косолапов, 77) Сокол: Окрошидзе, Рябых, Бугаков, Гарин, Павлов (Гребнев, 56), Хан (Романенко, 54), Близнюк (Ермилов, 63), Мурнин, Бондаренко, Сахаров, Цаплин |                                                  |           |               |                                                                  |

| 26 июля 23-й тур | Сокол | 0:3 (0:0) | Урал                                 | Саратов                                                             |
| |       | [ 24 ]    | 71′ Марков · 87′ Лосев · 90+3′ Мысин | Стадион: «Локомотив» (+28 °) Зрителей: 4500 Судья: Сергеев (Москва) |
| Сокол: Приходько, Бугаков, Цаплин, Гарин (Хан, 72), Рябых, Шипилов (Ермилов, 80), Бакурский (Павлов, 55), Шипицин, Такам, Мурнин, Близнюк Урал: Малышев, Колесников, Аверьянов, Радкевич (Храпковский, 62), Клименко (Енин, 68), Пятикопов (Пичугин, 46), Катульский, Кулик (Мысин, 46), Абрамов, Марков, Лосев |       |           |                                      |                                                                     |

| 29 июля 24-й тур | Сокол      | 1:1 (0:1) | Спартак Чб | Саратов                                                                |
| | Цаплин 67′ | [ 25 ]    | 12′ КОСТИН | Стадион: «Локомотив» (+19 °) Зрителей: 2200 Судья: Кулалаев (Волжский) |
| Сокол: Приходько, Сахаров, Цаплин, Лукошевичюс, Бугаков, Бакурский (Маркевич, 11. Павлов, 65), Шипицин, Шипилов (Миронов, 51), Мурнин (Хан, 75), Такам, Близнюк Спартак Чб: Солосин, Варзиев, Исайченко, Кусов, Костин, Зангионов (Хагуш, 66), Лешонок, Булич, Данилов, Мазалов, Чуркин (Игнатьев, 86) |            |           |            |                                                                        |

| 5 августа 25-й тур | Волгарь-Газпром          | 2:2 (2:1) | Сокол                      | Астрахань                                                                                      |
| | Бестаев 13′ · Амиров 21′ | [ 26 ]    | 41′ Романенко · 85′ Мурнин | Стадион: Центральный стадион «Волгарь-Газпром» (+34 °) Зрителей: 7000 Судья: Колобаев (Москва) |
| Волгарь-Газпром: Пауков, Морозов (Меерович, 73), Ершов, Хатажёнков, Раджюс, Анисимов, Магжанов (Грантовский, 63), Бестаев, Иванов, Узденов (Аутлев, 89), Амиров (Кенкишвили, 74) Сокол: Окрошидзе, Бугаков, Лукошевичюс (Бакурский, 34), Цаплин (Хан, 76), Сахаров, Такам (Шипилов, 34), Рябых, Шипицин (Маркевич, 56), Мурнин, Павлов, Романенко |                          |           |                            |                                                                                                |

| 27-й тур |  | –:–    |  |  |
|          |  | [ 27 ] |  |  |

| 18 августа 28-й тур | Анжи                         | 2:1 (1:0) | Сокол              | Москва                                                                 |
| | Лахиялов 22′ · Кузьмичёв 61′ | [ 28 ]    | 85′ (пен.) Ермилов | Стадион: «Крылья Советов» (+22 °) Зрителей: 150 Судья: Терехов (Пермь) |
| Анжи: Рыжиков, Жуков, Козлов, Тагирбеков (Бабич, 74), Булатов, Лунин, Мжаванадзе, Баматов (Швецов, 28), Кузьмичёв, Колотилко (Савин, 46), Лахиялов (Родин, 70) Сокол: Приходько, Бугаков, Цаплин, Лукошевичюс (Хлестов, 68), Сахаров, Рябых, Шипицин (Маркевич, 55), Такам (Хан, 56), Мурнин, Близнюк (Ермилов, 82), Романенко |                              |           |                    |                                                                        |

| 25 августа 29-й тур | Сокол        | 1:1 (1:0) | Химки                                                         | Саратов                                                                       |
| | Мурнин 45+1′ | [ 29 ]    | 86′ О. Иванов Нереализованный пенальти: Тихонов, 80 (вратарь) | Стадион: «Локомотив» (+23 °) Зрителей: 7200 Судья: Ключников (Ростов-на-Дону) |
| Сокол: Приходько, Хлестов, Бугаков, Цаплин, Сахаров, Павлов (Гребнев, 84), Бакурский (Лукошевичюс, 57), Шипицин, Мурнин, Ермилов (Такам, 22), Романенко (Близнюк, 72) Химки: Рожков, Ещенко, Мазов, Д. Смирнов, Гришин, Калачёв (Смуров, 46), Перов, Прошин, Тихонов, Лебедков (О. Иванов, 46), Данишевский (Антипенко, 53) |              |           |                                                               |                                                                               |

| 28 августа 30-й тур | Сокол       | 1:2 (0:1) | КАМАЗ                      | Саратов                                                                  |
| | Шипицин 47′ | [ 30 ]    | 23′ БЕЛОЗЕРОВ · 86′ ЦОРАЕВ | Стадион: «Локомотив» (+28 °) Зрителей: 4850 Судья: Андреев (Новосибирск) |
| Сокол: Приходько, Хлестов, Бугаков, Лукошевичюс, Сахаров (Бакурский, 33. Гарин, 82), Павлов, Рябых, Шипицин, Мурнин, Романенко, Близнюк (Такам, 86) КАМАЗ: Новосадов, Темрюков, Белозеров, Ложкин, Зураев, Полянин, Деменко (Карсанов, 59), Емельянов, Кобозев (Цораев, 64), Монарев, Калимуллин (Пиюк, 55) |             |           |                            |                                                                          |

| 4 сентября 31-й тур | Металлург-Кузбасс                                                                                             | 5:0 (2:0) | Сокол | Новокузнецк                                                                  |
| | НИКОЛАЕВ 24′ · НАГУМАНОВ 35′ · НИКОЛАЕВ 64′ · ЕГУНОВ 70′ 90′ · Нереализованный пенальти: Егунов, 21 (вратарь) | [ 31 ]    |       | Стадион: «Металлург» (+23 °) Зрителей: 1700 Судья: Семенов (Санкт-Петербург) |
| Металлург-Кузбасс: Кликин, Щиголев, Момотов, Берун, Орешников (Авсюк, 61), Гублия (Недорезов, 74), Нагуманов (Макушев, 68), Макаров (Ланько, 41), Воробьев, Николаев, Егунов Сокол: Приходько, Рябых, Цаплин, Лукошевичюс, Бугаков, Гарин (Бакурский, 71), Шипицин (Хан, 87), Павлов (Ермилов, 37), Шипилов, Мурнин, Романенко (Гребнев, 62) | |           |       |                                                                              |

| 7 сентября 32-й тур | Чкаловец-1936                                                                           | 3:0 (0:0) | Сокол | Новосибирск                                                                    |
| | АКИМОВ 50′ · СКОРОХОДОВ 73′ · ДАНИЛИН 76′ Нереализованныйпенальти: Акимов, 31 (вратарь) | [ 32 ]    |       | Стадион: «Спартак» (+15 °) Зрителей: 6000 Судья: Мацюра (Комсомольск-на-Амуре) |
| Чкаловец-1936: Комаров, Данилин, Самойлов, Васильев, Неретин (Шарин, 83), Акимов (Демкин, 86), Клещенко (Сергиенко, 81), Скороходов (Шестаков, 84), Выходил, Журавлев, Тестемицану Сокол: Приходько, Рябых, Бугаков, Шипилов (Хан, 76), Цаплин, Бакурский, Шипицин (Лукошевичюс, 67), Такам (Павлов, 41), Мурнин, Ермилов, Романенко |                                                                                         |           |       |                                                                                |

| 14 сентября 33-й тур | Сокол         | 1:1 (0:0) | Факел          | Саратов                                                                 |
| | Романенко 59′ | [ 33 ]    | 64′ ПРОКОПЕНКО | Стадион: «Локомотив» (+20 °) Зрителей: 7200 Судья: Резников (Ярославль) |
| Сокол: Приходько, Бугаков, Павлов, Шипилов (Рябых, 49), Хан (Гребнев, 83), Мурнин, Романенко, Маркевич, Шипицин, Сахаров, Цаплин Факел: Саморуков, Жиров, Тарловский, Щеголев, Алякринский, Гордеев, Елышев, Дегтярев (Никитин, 90+1), Горин, Гермашов, Прокопенко (Мещеряков, 90+2) |               |           |                |                                                                         |

| 17 сентября 34-й тур | Сокол                       | 2:1 (1:1) | Металлург Лп  | Саратов                                                             |
| | Романенко 21′ · Шипицин 57′ | [ 34 ]    | 18′ Н. ИВАНОВ | Стадион: «Локомотив» (+26 °) Зрителей: 7200 Судья: Матюнин (Москва) |
| Сокол: Приходько, Бугаков, Лукошевичюс, Цаплин, Сахаров, Павлов (Гарин, 81), Бакурский (Рябых, 70), Шипицин, Шипилов (Ермилов, 46. Гребнев, 87), Мурнин, Романенко Металлург Лп: Шамрин (Галигузов, 23), Д. Иванов (Цацкин, 60), Дуров, Войдель, Решетников (Юдин, 73), Нагибин, Н. Иванов, Струков, Телегин (Васянович, 53), Фролов, Жуковский |                             |           |               |                                                                     |

| 24 сентября 35-й тур | Орёл                     | 2:1 (0:0) | Сокол      | Орёл                                                                              |
| | ЛАНДЫРЕВ 58′ · БЕРКО 79′ | [ 35 ]    | 70′ Павлов | Стадион: «Центральный» (+19 °) Зрителей: 4300 Судья: Безбородов (Санкт-Петербург) |
| Орёл: Лавренцов, Алексеев (Берко, 17), Букиевский (Романов, 24), Мор, Бойков, Кушов, Киселев, Шелест, Тракис (Ландырев, 53), Злыднев, Бесчастных (Панин, 46) Сокол: Звягин, Рябых(Бакурский, 54), Бугаков, Павлов (Хан, 77), Мурнин, Романенко, Маркевич, Шипицин, Сахаров, Цаплин (Гарин, 77), Лукошевичюс |                          |           |            |                                                                                   |

| 27 сентября 36-й тур | Авангард                                     | 4:2 (3:0) | Сокол           | Курск                                                                     |
| | КОРОВУШКИН 12′ · ФИРСОВ 18′ 20′ · ГЕРШУН 85′ | [ 36 ]    | 67′ 83′ Шипицин | Стадион: «Трудовые резервы» (+18 °) Зрителей: 5500 Судья: Трушин (Москва) |
| Авангард: Чеснаков, Кораблев, Фирсов, Шолохов, Орлов, Некрасов, Окорочков (Синяев, 81), Извеков (Коломийченко, 59), Сигачев (Калашников, 46), Кондаков, Коровушкин (Гершун, 46) Сокол: Приходько, Рябых, Бугаков, Шипилов (Павлов, 46), Мурнин, Романенко, Маркевич (Гребнев, 46), Шипицин, Сахаров (Бакурский, 54), Цаплин, Лукошевичюс |                                              |           |                 |                                                                           |

| 4 октября 37-й тур | Сокол | 0:2 (0:1) | Динамо Мх                       | Саратов                                                             |
| |       | [ 37 ]    | 51′ (пен.) ТОНГА · 86′ СОМЧЕНКО | Стадион: «Локомотив» (+22 °) Зрителей: 4150 Судья: Дорошенко (Ейск) |
| Сокол: Звягин, Бугаков, Лукошевичюс, Цаплин, Сахаров, Шипилов, Рябых, Шипицин, Маркевич, Хан, Романенко (Ермилов, 75) Динамо Мх: Д. Романенко, Тонга, Носов, Стрельбин, Панков, Анз.Садиров, Стрельцов (Бурзиев, 90), Рус. Агаларов (Гомленко, 73), Исмаилов, Хутов (Сомченко, 60), Сердюков (Головко, 78) |       |           |                                 |                                                                     |

| 7 октября 38-й тур | Сокол                   | 2:3 (1:1) | Спартак Нч                                       | Саратов                                                             |
| | Романенко 27′ · Хан 67′ | [ 38 ]    | 43′ (пен.) МАШУКО · 65′ КОНЦЕДАЛОВ · 90′ КУНИЖЕВ | Стадион: «Локомотив» (+14 °) Зрителей: 5200 Судья: Кабаков (Москва) |
| Сокол: Звягин, Бугаков, Лукошевичюс, Цаплин, Сахаров, Шипилов, Рябых, Шипицин, Маркевич (Гарин, 57), Хан, Романенко Спартак Нч: Чихрадзе, Кудаев (Хабилов, 62), Заруцкий, Мостовой, Романович, Сиукаев (Кунижев, 57), Машуков (Ксанаев, 69), Концедалов, Пилипчук (Эдисон, 80), Овчинников, Порошин |                         |           |                                                  |                                                                     |

| 14 октября 39-й тур | Локомотив Чт                          | 3:1 (0:0) | Сокол         | Чита                                                               |
| | МАКИЕНКО 47′ · АЛХИМОВ 55′ (пен.) 60′ | [ 39 ]    | 75′ Романенко | Стадион: «Локомотив» (+5 °) Зрителей: 3800 Судья: Гусев (Тобольск) |
| Локомотив Чт: Екимов, Котовец, Швецов, М. Крейсман (Дробышев, 71), Семакин (Нагибин, 52), Макиенко (Гаврюш, 62), Беличенко, Гармашов (Смышляев, 60), Чистяков, А. Крейсман, Алхимов Сокол: Звягин, Рябых (Гребнев, 71), Гарин, Шипилов, Мурнин, Романенко, Маркевич, Бакурский (Хан, 46), Шипицин, Сахаров, Цаплин |                                       |           |               |                                                                    |

| 17 октября 40-й тур | Амур                                 | 3:0 (0:0) | Сокол | Благовещенск                                                  |
| | БИАНГ 56′ · ПЛАХОТИН 65′ · БИАНГ 88′ | [ 40 ]    |       | Стадион: «Амур» (+2 °) Зрителей: 2000 Судья: Лаюшкин (Москва) |
| Амур: Игошин, Джефтон, Дубровских, Попов, Плахотин, Скачков (Воронков, 67), Топинка, Церюта, Бианг, Мартынов (Богданов, 84), Сидельников (Харитонов, 67) Сокол: Звягин, Бакурский (Гарин, 46), Бугаков, Рябых, Сахаров, Маркевич, Мурнин, Шипилов, Шипицин, Цаплин, Романенко |                                      |           |       |                                                               |

| 41-й тур | Сокол                                          | 3:1 (2:1) | Петротрест |  |
|          | Маркевич 17′ · Лукошевичюс 35′ · Романенко 89′ | [ 41 ]    | 31′ Ребров |  |

| 27 октября 42-й тур | Сокол       | 1:1 (1:0) | Динамо Бр   | Саратов                                                              |
| | Шипицин 27′ | [ 42 ]    | 59′ ТОЛСТЫХ | Стадион: «Локомотив» (+5 °) Зрителей: 1500 Судья: Куница (Краснодар) |
| Сокол: Звягин, Сахаров, Цаплин, Лукошевичус, Бугаков, Гарин (Хан, 67), Мурнин, Шипицин, Павлов (Шипилов, 55), Маркевич (Бакурский, 57), Романенко Динамо Бр: Тихонов, Рытов, Джинчарадзе, Сережкин, Кутас, Мусин (Санников, 60), Малин, Були (Толстых, 46), Розыев, Фомичев, Косолапов (Давыдов, 46. Дмитриенко, 86) |             |           |             |                                                                      |

| 3 ноября 43-й тур | СКА-Энергия            | 2:0 (2:0) | Сокол | Хабаровск                                                                     |
| | Муканси 1′ · Свижук 7′ | [ 43 ]    |       | Стадион: Стадион имени В. И. Ленина (+10 °) Зрителей: 5000 Судья: Битов (Уфа) |
| СКА-Энергия: Митин, Кайле (Казиханов, 39), Хуако, Лоц, Григоре, Свижук (Усиков, 75), Тюменцев, Айларов, Поддубский, Прошин, Муканси (Живновицкий, 36) Сокол: Приходько, Рябых, Гарин, Лагутин (Хан, 57), Бакурский, Степанян (Гребнев, 46), Шипицин, Павлов, Мурнин, Романенко, Ермилов |                        |           |       |                                                                               |

| 6 ноября 44-й тур | Луч-Энергия                                      | 5:0 (4:0) | Сокол | Владивосток                                                           |
| | Астафьев 3′ 27′ · Смирнов 22′ 41′ · Циклаури 76′ | [ 44 ]    |       | Стадион: «Динамо» (+12 °) Зрителей: 6500 Судья: Андреев (Новосибирск) |
| Луч-Энергия: Герус, Лобов, Давыдов, Черкес, Иванов, Шешуков, Смирнов, Архипов (Казаков, 79), Резников (Рекуданов, 57), Тихоновецкий (Циклаури, 62), Астафьев (Петухов, 62) Сокол: Звягин, Рябых, Гарин, Бакурский, Гринев, Шипицин, Хан, Павлов, Мурнин (Степанян, 53), Романенко, Ермилов |                                                  |           |       |                                                                       |